# Warner Bros. Interactive Entertainment
Warner Bros. Interactive Entertainment e Warner Bros. Games sono le due divisioni videoludiche della Warner Bros., società del gruppo Warner Bros. Discovery.
WBIE svolge le attività di editore, sviluppatore, licenziante e distributore di contenuti interattivi su ogni tipo di piattaforma, incluse console e PC, sia per titoli dell'azienda sia per terze parti.
Warner Bros. Games è nata nel 2005 e fa parte di WBIE e si focalizza sulla creazione, sviluppo e produzione di videogiochi. WBIE condivide con Warner Home Video le infrastrutture riguardanti il marketing, la vendita e la distribuzione.
In Italia Warner Bros. Interactive Entertainment e Warner Bros. Games con Warner Bros. Pictures, Warner Home Video, Warner Bros. International Television, Warner Bros. Consumer Products, Warner Bros. Global Publishing, Warner Bros. Worldwide Publishing e Warner Village fanno parte di Warner Bros. Italia.

## Videogiochi pubblicati
- Bugs Bunny: Lost in Time - 1999
- Bugs Bunny e Taz in viaggio nel tempo - 8 dicembre 2000
- Wacky Races: Le nuove avventure di Dick Dastardly & Muttley - 29 giugno 2001
- Ralph il lupo all'attacco - 14 settembre 2001
- Tom & Jerry in Per un pugno di pelo - 12 settembre 2002
- Loons: The Fight for Fame - 15 settembre 2002
- Taz: Wanted - 2002
- Tom & Jerry in Guerra all'ultimo baffo - 2003
- Looney Tunes: Acme Arsenal - 30 novembre 2007
- Speed Racer - 9 maggio 2008
- LEGO Batman: Il videogioco - 17 ottobre 2008
- F.E.A.R. 2: Project Origin - 13 febbraio 2009
- Wanted: Weapons of Fate - 3 aprile 2009
- Terminator Salvation - 29 maggio 2009
- LEGO Battles - 19 giugno 2009
- Batman: Arkham Asylum - 25 agosto 2009
- Batman: Arkham City - 18 ottobre 2011
- Mortal Kombat (videogioco 2011) - 21 aprile 2011
- Lollipop Chainsaw - 12 giugno 2012
- Injustice: Gods Among Us - 16 aprile 2013
- Outlast - 4 settembre 2013
- LEGO Batman 3: Gotham e oltre - 14 novembre 2014
- Batman: Arkham Origins - 25 ottobre 2013
- La Terra di Mezzo: L'ombra di Mordor - 30 settembre 2014
- WWE Immortals - 15 gennaio 2015
- Dying Light - 27 gennaio 2015
- Batman: Arkham Knight - 23 giugno 2015
- Mortal Kombat X - 14 aprile 2015
- LEGO Marvel's Avengers - 27 gennaio 2016
- LEGO Dimensions - 9 settembre 2016
- DC Legends - 3 novembre 2016
- Hitman (videogioco 2016) - 2016
- LEGO Ninjago - Il film - 20 ottobre 2017
- LEGO Marvel Super Heroes 2 - 14 settembre 2017
- Outlast 2 - 25 aprile 2017
- Injustice 2 - 18 maggio 2017
- La Terra di Mezzo: L'ombra della guerra - 10 ottobre 2017
- Rocket League - 14 novembre 2017
- Hitman 2 (videogioco 2018) - 13 novembre 2018
- Mortal Kombat 11 - 22 aprile 2019
- LEGO Star Wars: La saga degli Skywalker - 5 aprile 2022
- MultiVersus - 26 luglio 2022
- Gotham Knights - 21 ottobre 2022
- Hogwarts Legacy - 10 febbraio 2023
- Mortal Kombat 1 - 19 settembre 2023
- Suicide Squad: Kill the Justice League - 2 febbraio 2024
- Harry Potter: Campioni di Quidditch - 3 settembre 2024
- Hogwarts Legacy - 5 giugno 2025